# Groton (Connecticut)
Groton is een plaats (city) in de Amerikaanse staat Connecticut, en valt bestuurlijk gezien onder New London County.

## Demografie
Bij de volkstelling in 2000 werd het aantal inwoners vastgesteld op 10.010.
In 2006 is het aantal inwoners door het United States Census Bureau geschat op 9311, een daling van 699 (-7.0%).

## Geografie
Volgens het United States Census Bureau beslaat de plaats een oppervlakte van
17,5 km², waarvan 8,3 km² land en 9,2 km² water.

## Plaatsen in de nabije omgeving
De onderstaande figuur toont nabijgelegen 'incorporated' en 'census-designated' plaatsen in een straal van 8 km rond Groton.

## Geboren
- Pierre Thuot (1955), astronaut